# Cineteca Nacional

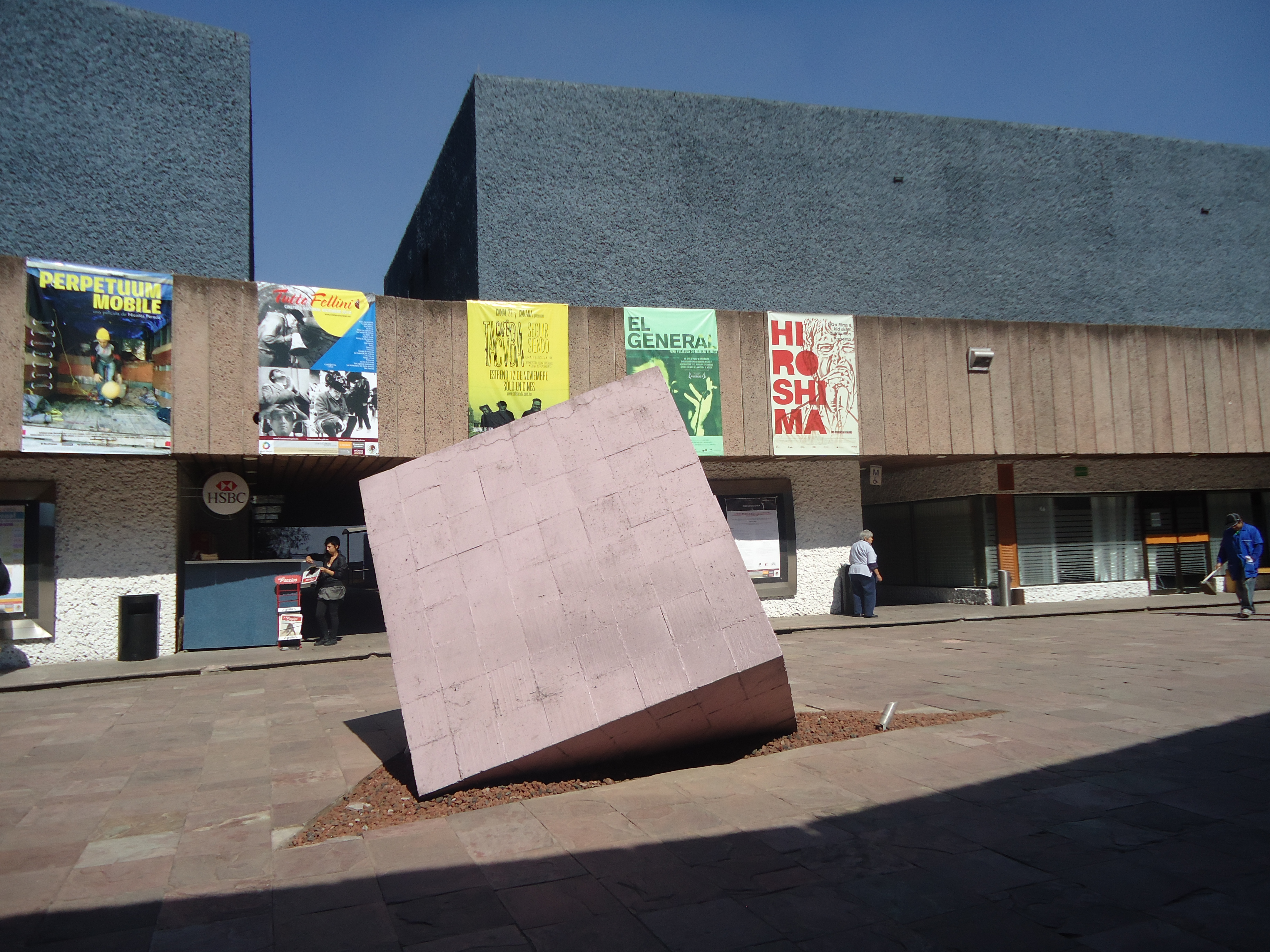
Entrée de la Cineteca Nacional, décembre 2010.

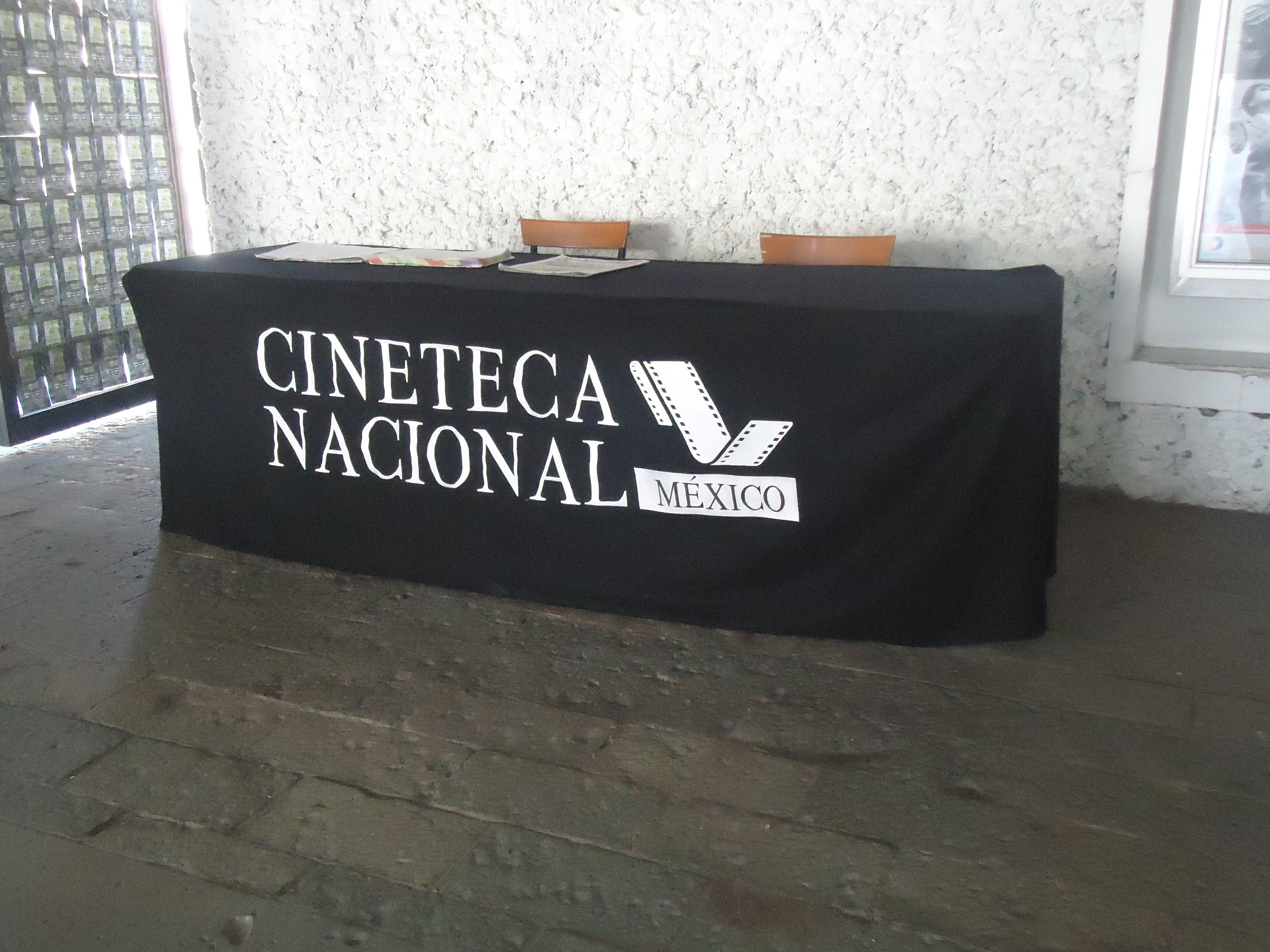
Logo de la Cineteca Nacional.

La Cineteca Nacional est une cinémathèque située à Mexico. Elle est créée le 17 janvier 1974 et destinée à préserver les films réalisés au Mexique et à contribuer à la recherche cinématographique et à la diffusion des films auprès de la population. 

## Incendie de 1982
En mars 1982, un incendie s'est déclaré dans la Cineteca, au cours duquel six personnes sont mortes et 6 000 bobines de films, des archives, la bibliothèque et les deux cinémas sont détruits. En 1984, la Cineteca Nacional rouvre ses portes dans de nouveaux locaux. Ses avoirs sont désormais à l'épreuve du feu et quatre salles de cinéma sont à sa disposition. 

## Collections
Les collections de la Cineteca Nacional comprennent plus de 13 000 films de toutes les régions du monde avec un accent sur le Mexique, y compris des longs métrages, des courts métrages et des documentaires. En outre, la Cineteca possède 30 000 vidéos et 330 000 documents tels que des photographies, des affiches de films et des images fixes. Elle possède également d'anciens projecteurs et d'autres objets pour la projection et la production de films.   

## Littérature
- Carl J. Mora, Mexican Cinema: Reflections of a Society, Mcfarland & Co, 2005,  (ISBN 0-7864-2083-9).